# دليل التطبيق
دليل التطبيق هو عبارة عن تجمع من البرامج متاحة، ملفات المساعدة والموارد التي تشكل معا كاملة مجموعة من البرامج ولكن يتم عرض للمستخدم ككائن واحد.
يتم استخدامها حاليًا في RISC OS وROX Desktop، وتشكل أيضًا أساس نظام توزيع تطبيق تثبيت صفر. تتضمن التكنولوجيا المماثلة VMware ThinApp، ومفهوم NEXTSTEP / خطوة نظام التشغيل / ماك أو إس لحزم التطبيقات. يكمن تراثهم في نظام التشغيل التلقائي للبرامج المخزنة على القرص المرن على أجهزة Micorn 8 بت السابقة مثل بي بي سي ميكرو (the ! ملف BOOT).
يسمح تجميع الملفات المختلفة بهذه الطريقة باستبدال أدوات معالجة التطبيقات بأدوات معالجة نظام الملفات. غالبًا ما يمكن «تثبيت» التطبيقات ببساطة عن طريق سحبها من وسيط توزيع إلى قرص ثابت، و«إزالة تثبيتها» عن طريق حذف دليل التطبيق.

## المحتويات الثابتة
من أجل دعم تفاعل المستخدم مع أدلة التطبيق، تتمتع العديد من الملفات بوضع خاص.

## روابط خارجية
- دليل المستخدم ROX-Filer: أدلة التطبيق